# Палац Чихачова в Митках
Палац Чихачова — пам'ятка архітектури місцевого значення в Барському районі Вінницької області.

## Розташування
Палац-садиба адмірала Миколи Матвійовича Чихачова розташована в с. Митки Барського району Вінницької області, що за 14 км від районного центру на шляху Бар — Копайгород. Палац збудований із жовтої цегли на пагорбі серед парку.

## Історія

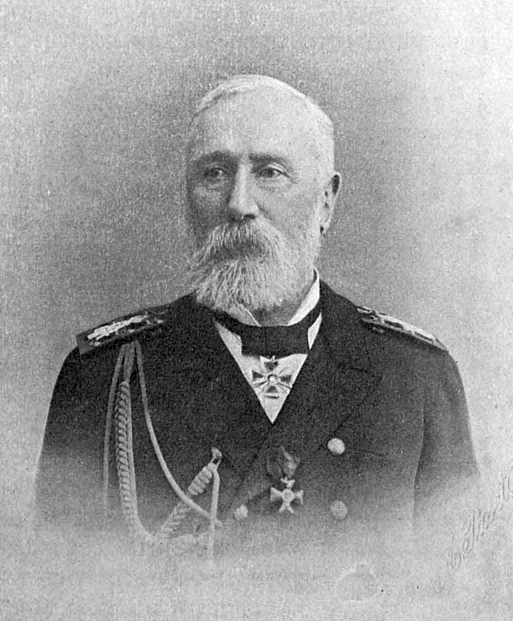
Чихачов М. М. (1830—1917 рр.)

Комплекс садиби адмірала Чихачова

Микола Чихачов — адмірал російського імператорського морського флоту, керуючий морським міністерством, член Державної ради, генерал-ад'ютант, державний діяч. Народився Чихачов М. М. 17(29) квітня 1830 р. у Псковській губернії, помер 2(15) січня 1917 р. в Петрограді.
Чихачов придбав маєток в 1860-х роках, згодом збудував палац, для будівництва якого матеріали завозились із-за кордону (Англія). Навколо палацу він насадив парк (10 га) для своєї доньки Софії. За оповідями старожилів дерева в парку наче були висаджені ім'ям доньки — «СОНЯ».
Дружина адмірала Євгенія Федорівна Корф народила дев'ять дітей:
- Микола (1859)
- Євгенія (1861)
- Олександра (1864)
- Софія (1868)
- Катерина (1870)
- Віра (1871—1953)
- Ганна (1872)
- Наталія (1874)
- Дмитро (1876—1919), громадський діяч і політик, член III и IV Державної думи від Подільської губернії.

1867 року Чихачов став також власником маєтку в Мурованих Курилівцях, що в той час належали до Подільської губернії.

## XIX—XX століття
До Другої світової війни в маєтку розміщувалася школа, під час війни — шпиталь. Після війни районне керівництво видало наказ, щоб розібрати будинок, але місцеві жителі захистили приміщення від розвалу.
За часи існування палац змінювався, перебудовувались входи. Приміщення палацу мало горище, підвали та підземні ходи. В башті з вітражами ще у 1970-х була збірка картин — в тому числі і портрет Соні.

## Теперішній палац
У палаці тепер розміщена Митківська загальноосвітня школа I—III ст.
У школі є музей, де зібрано інструменти побуту всяких часів — від кам'яних ножів до дерев'яних ложок. У величезному підвалі тепер спортивні зали та велика їдальня. З інтер'єру минулого залишилась так звана «сцена», що її можна опустити — або сховати.